# Bahnhof Bodenfelde
Der Bahnhof Bodenfelde ist ein Bahnhof im Flecken Bodenfelde (Landkreis Northeim).

## Geschichte
Der Bahnhof wurde 1878 als Durchgangsbahnhof der Sollingbahn (Ottbergen–Northeim) eröffnet. Seit 1910 ist der Bahnhof mit Eröffnung der Strecke Göttingen–Bodenfelde ein Trennungsbahnhof.
Südlich des Bahnhofs zweigte ein als Hafenbahn bezeichnetes Anschlussgleis von den Strecken ab. Hierüber wurden zumindest in der ersten Hälfte des 20. Jahrhunderts Güter von der Schiene auf die Weser als Binnenwasserstraße verladen, hierzu zählten insbesondere Primärrohstoffe aus Adelebsen (Basalt) und Volpriehausen (Kalisalz) sowie Industriegüter aus Uslar (Stahl, Möbel). Hafenbahn und die meisten Nebengleise wurden inzwischen abgebaut, der Holzumschlag spielt im Güterverkehr aber noch eine Rolle.
Die Finanzierung des Neubaus der Fahrgastanlagen wurde mindestens seit den 2000er-Jahren diskutiert. Am 1. Februar 2024 begann die DB InfraGO den Neubau der Bahnsteige. Bis 2026 sollen sie auf 76 Zentimeter und 140 Meter Länge neugebaut und eine barrierefreie Unterführung geschaffen werden. Der Abschluss der Arbeiten wird (Stand: 2024) im Herbst 2025 mit einem Investitionsvolumen von rund acht Millionen Euro erwartet. Die Finanzierung erfolgt über das Programm „Niedersachsen ist am Zug! III“.

## Bedienung
| Linie | Linienbezeichnung/Linienverlauf | Takt                                                            |
| ----- | --- | --------------------------------------------------------------- |
| RB 85 | Oberweserbahn: Paderborn Hbf – Altenbeken – Bad Driburg – Brakel (Höxter) – Höxter-Ottbergen – Beverungen-Wehrden – Lauenförde-Beverungen – Bad Karlshafen – Bodenfelde – Vernawahlshausen – Offensen (Kr North) – Adelebsen – Lödingsen – Lenglern – Göttingen Stand: Fahrplanwechsel Dezember 2023 | 60 min (werktags) 120 min (Wochenenden/Feiertage)               |
| RB 81 | Bodenfelde – Uslar – Volpriehausen – Hardegsen – Northeim (Han) (– Herzberg (Harz) – Nordhausen) | 120 min + Verstärker (werktags) 120 min (Wochenenden/Feiertage) |

Die RB 85 wird von der NordWestBahn (NWB) bedient, die RB 81 von DB Regio (Stand: 2024).
Der Bahnhof Bodenfelde ist Endpunkt der von der DB Regio Bus Mitte betriebenen Linie 192 (Bahnhof Bodenfelde – Tierpark Sababurg/Wesertal – Bahnhof Hofgeismar, 60 Min.). In Bodenfelde besteht Anschluss an die RB 85 in Richtung Göttingen und Paderborn, in Hofgeismar an die RegioTram Kassel.